# Селенур
Селенур — деревня в Уржумском районе Кировской области в составе Лопьяльского сельского поселения.

## География
Находится на расстоянии примерно 23 километра на юго-запад от районного центра города Уржум.

## История
Известна с 1802 года, когда здесь было учтено 17 ясашных душ (мужского пола). В 1873 году здесь было учтено дворов 17 и жителей 148, в 1905 58 и 206, в 1926 75 и 369 (232 мари), в 1950 20 и 70. В 1989 году учтено 129 жителей.

## Население
Постоянное население составляло 103 человека (мари 79 %) в 2002 году, 50 в 2010.